# Casedón
Casedón es un despoblado medieval situado en el término municipal de La Puebla de Valverde, en la comarca de Gúdar-Javalambre de la provincia de Teruel.

## Geografía
Corresponde al actual Mas de Puerto de Escandón, cerca de la actual Estación de Puerto Escandón.

## Historia
Una de las primeras menciones es un texto del 14 de abril de 1212 de concordia entre el obispo de Zaragoza y el capítulo eclesiástico de Teruel sobre el pago de diezmos.

Similiter ecclesie sancti Andree et sancti JAcobi accipiant eodem modo imperpetuum omnia jura de fenollosa, Aguilar, fontis calentis, bonnia, Cabdet, Covas laboratas, Villalbella, Concut, Gasconella, Castro albo, Cubla, Porto de Scuriola, Casadon, ffuentferrada, Gazappos de Xiarc, Galb, Val de conillos et Rambla.

El 22 de febrero de 1266 el rey Jaime I dispuso que no se edificaran nuevas poblaciones en un sector importante del concejo de Teruel, que se destinaba a pastos para el ganado. "Casedón" era una de las lindes de este territorio despoblado:

a los Labredales, nec prout aque vertuntur ad terminum de Cubla et de las Pobediellas, et exit ad fontem Regis, et de dicto fonte Regis cerro cerro usque ad portum de Casedon, et usque ad foz d'Andurria, et prout vadit caminum vetus apud Moram, et exit ad Tejares de Formig et ad Joncosam...